# Трепка, Анджей
Анджей Трепка (пол. Andrzej Trepka) — польский писатель-фантаст, популяризатор науки, публицист.
Родился 16 марта 1923 году в Варшаве, происходил из дворянского рода Неканда-Трепка (Nekanda-Trepka) герба Топор. Член Польского общества любителей астрономии, в 1955 году был одним из основателей Польского астронавтического общества. 

В 1953 году вместе с K. Борунем написал свою первую книгу НФ-роман «Погубленное будущее». В 1956 году вышла вторая часть «космической триологий» — «Проксима», в 1957 третья — «Космические братья». 

Анджей Трепка написал много НФ-рассказов и повести, несколько научно-популярных статей для различных журналов. Он опубликовал много научно-фантастических и научно-популярных книг в Польше, в том числе биографии Константина Циолковского и Венедикта Дыбовского. 

На протяжении многих лет Анджей Трепка жил в городе Висла, умер в возрасте 86 лет 25 марта 2009 года в деревни Ρыхлоцице в центральной Польше (гмина Конопница в Лодзинском воеводстве).

## Избранная библиография (книги)
- Погубленное будущее (Zagubiona przyszłość) — 1953, соавтор: Кшиштоф Борунь, НФ-роман
- Проксима (Proxima) — 1955, соавтор: Кшиштоф Борунь, НФ-роман
- Космические братья (Kosmiczni bracia) — 1959, соавтор: Кшиштоф Борунь, НФ-роман
- Атолл Тридакны (Atol Tyraktydy) — 1974, НФ-повесть
- Провидец Космоса (Wizjoner Kosmosu) — 1974, биография Константина Циолковского
- Жизнь во Вселенной (Życie we Wszechświecie) — 1976
- Двенадцать апостолов (Dwunastu apostołów) — 1978, НФ-повесть
- Бенедикт Дыбовский (Benedykt Dybowski) — 1979, биография Венедикта Дыбовского
- Тотем лесных людей (Totem leśnych ludzi) — 1980, НФ-повесть
- Космический доклад (Kosmiczny meldunek) — 1980, сборник НФ-рассказов
- Окончание (Końcówka) — 1983, сборник НФ-рассказов
- Феномены природы (Fenomeny przyrody) — 1983
- Король тасманийских степей (Król tasmańskich stepów) — 1983
- Резервация (Rezerwat) — 1985, НФ-повесть
- Биокосмос (Biokosmos) — 1985
- Дерево жизни (Drzewo życia) — 1985, сборник НФ-рассказов
- Воскресенье посетители (Niedzielni goście) — 1997, НФ-повесть
- Коминфавн (Kominfaun) — 2005, НФ-повесть
- Фантастические повести (Opowiadania Fantastyczne) — 2008, сборник НФ-повести